# Список епізодів телесеріалу «Простір»
У даному переліку представлено список епізодів американського серіалу «Простір».— американський науково-фантастичний телесеріал, прем'єра якого відбулася 14 грудня 2015 року на «SyFy». Серіал був розроблений Марком Фергусом і Хоуком Остбі на основі серії романів, написаних Деніелом Абрахамом і Тай Франком під псевдонімом Джеймс С. А. Корі. У майбутньому, коли людство колонізувало Сонячну систему, серіал розповідає про керівника Організації Об'єднаних Націй Крісджен Авасаралу (Шохре Агдашло), поліцейського детектива Джозефа Міллера (Томас Джейн) і корабельного офіцера Джеймса Голдена (Стівен Стрейт) і його команду, які розгадують змова, яка загрожує миру в системі та виживанню людства.
Трансляція першого епізоду відбулася 23 листопада 2015-го онлайн, 14 грудня 2015-го на каналі «Syfy». Показ другого сезону відбувся на початку 2017 року. Третій сезон презентовано на екранах глядачів 11 квітня 2018 року. Після переходу до «Amazon Prime Video», четвертий сезон вийшов на сервісі 13 грудня 2019-го. 8 жовтня 2020 року анонсовано п'ятий сезон, який вийшов 16 грудня 2020—3 лютого 2021 року. Перед виходом 5 сезону були анонсовані присвячені серіалу щотижневі афтер-шоу і подкаст «Ty & That Guy» з ведучими Весом Четемом і Таєм Френком.
24 листопада 2020 року серіал був поновлений на шостий, останній сезон. Додатком до сезону на «Prime Video» вийшла вебсерія «Простір: Один корабель».
Під час серіалу було випущено 62 епізоди «The Expanse» протягом шести сезонів, між 14 грудня 2015 року та 14 січня 2022 року.
Сезон 1 (2015—2016)
| № п/п | № в сезоні | Назва                                      | Режисер         | Сценарист                           | Оригінальний показ | Глядачів у США (млн) |
| --- | ---------- | ------------------------------------------ | --------------- | ----------------------------------- | ------------------ | -------------------- |
| 1 | 1          | «Dulcinea» «Дульсінея»                     | Террі Макдоно   | Марк Фергюс; Гоук Остбі             | 14 грудня 2015     | 1.19                 |
| У поясі астероїдів поблизу Сатурна Джеймс Голден і команда вантажного судна-криговоза «Кентербері», що прямує до станції «Церера», отримують сигнал лиха від невідомого покинутого корабля «Скопулі». |            |                                            |                 |                                     |                    |                      |
| 2 | 2          | «The Big Empty» «Велика пустка»            | Террі Макдоно   | Марк Фергюс; Гоук Остбі             | 15 грудня 2015     |                      |
| 3 | 3          | «Remember the Cant» «Запам'ятайте Канта»   | Джефф Вулнаф    | Робін Вейт                          | 22 грудня 2015     | 0.68                 |
| Поки Авасарала грає в небезпечну політичну гру, Голден і його команда змушені протистояти, перебуваючи в полоні марсіанського флоту. |            |                                            |                 |                                     |                    |                      |
| 4 | 4          | «CQB» «Ближній бій»                        | Джефф Вулнаф    | Нарен Шанкар                        | 29 грудня 2015     | 0.63                 |
| Голден і команда опиняються в центрі відчайдушної битви, коли таємничі військові кораблі атакують і висаджуються на борт «Донаджера». Поки Міллер продовжує розслідувати зникнення Джулі Мао, його партнер Гейвлок зникає. |            |                                            |                 |                                     |                    |                      |
| 5 | 5          | «Back to the Butcher» «Назад до М'ясника»  | Роберт Ліберман | Ден Новак                           | 5 січня 2016       | 0.63                 |
| Екіпаж пережив втрату «Кентербері» та «Доннаджера», і з ним зв'язався малоймовірний союзник. Міллер на Церері продовжує своє розслідування, і його думки про змову посилюються. |            |                                            |                 |                                     |                    |                      |
| 6 | 6          | «Rock Bottom» «Рок Боттом»                 | Роберт Ліберман | Джейсон Нінг                        | 12 січня 2016      | 0.71                 |
| Команда Голдена укладає непростий союз із Фредом Джонсоном. Міллер бореться за своє життя проти найманців Андерсона Доуса. |            |                                            |                 |                                     |                    |                      |
| 7 | 7          | «Windmills» «Вітряки»                      | Білл Джонсон    | Деніел Абрагам; Тай Франк           | 19 січня 2016      | 0.50                 |
| Голден і команда розуміють, що вони не одні на «Росінанті», і опинилися в юлокаді марсіанської морської піхоти. Темна ніч душі Міллера, вважаючи, що все втрачено, знаходить нову причину, щоб продовжувати. Авасарала відвідує родину Голдена в Монтані. |            |                                            |                 |                                     |                    |                      |
| 8 | 8          | «Salvage» «Порятунок»                      | Білл Джонсон    | Робін Вейт                          | 26 січня 2016      | 0.72                 |
| Покинутий корабель зберігає потенційно руйнівний секрет. Голден і його команда перетинаються з Міллером на Еросі. Авасарала отримує погані новини. |            |                                            |                 |                                     |                    |                      |
| 9 | 9          | «Critical Mass» «Критична маса»            | Террі Макдоно   | Робін Вейт, Ден Новак, Нарен Шанкар | 2 лютого 2016      | 0.55                 |
| Спогад про походження Джулі розкриває її траєкторію подорожі. Голден і Міллер зустрічаються і об'єднують зусилля, щоб розібратися в дивній надзвичайній ситуації, що сталася на Еросі. Коли розкривається справжній жах подій на Еросі, хворі Голден і Міллер повинні подолати неймовірні труднощі, якщо вони сподіваються дожити до боротьби за ще один день. |            |                                            |                 |                                     |                    |                      |
| 10 | 10         | «Leviathan Wakes» «І прокинеться Левіафан» | Террі Макдоно   | Марк Фергюс; Гоук Остбі             | 2 лютого 2016      | 0.55                 |
| Міллер починає бачити галюцинації Джулі Мао. На Еросі шпигун ООН Кензо залишається поглинутим протомолекулами, що швидко просуваються в колонію. |            |                                            |                 |                                     |                    |                      |

Сезон 2 (2017)
| № п/п | № в сезоні | Назва                                           | Режисер         | Сценарист                               | Оригінальний показ | Глядачів у США (млн) |
| --- | ---------- | ----------------------------------------------- | --------------- | --------------------------------------- | ------------------ | -------------------- |
| 11 | 1          | «Safe» «Безпечний»                              | Брек Айснер     | Марк Фергюс; Гоук Остбі                 | 1 лютого 2017      | 0.70                 |
| Неймовірні союзники Джо Міллер і екіпаж «Росінанта» на чолі з Джимом Голденом дізнаються більше про змову з метою випустити протомолекулу на станції «Ерос».                                                              |            |                                                 |                 |                                         |                    |                      |
| 12 | 2          | «Doors & Corners» «Двері та кути»               | Брек Айснер     | Деніел Абрагам; Тай Франк               | 1 лютого 2017      | 0.70                 |
| Голден і команда влаштовують небезпечний рейд у пошуках інформації про протомолекулу. |            |                                                 |                 |                                         |                    |                      |
| 13 | 3          | «Static» «Статичний»                            | Джефф Вулнаф    | Робін Вейт                              | 8 лютого 2017      | 0.58                 |
| Голден і Міллер дізнаються про те, як відбувся рейд. |            |                                                 |                 |                                         |                    |                      |
| 14 | 4          | «Godspeed» «Божа швидкість»                     | Джефф Вулнаф    | Ден Новак                               | 15 лютого 2017     | 0.53                 |
| Міллер розробляє небезпечний план, щоб знищити те, що залишилося від протомолекули на Еросі. |            |                                                 |                 |                                         |                    |                      |
| 15 | 5          | «Home» «Домівка»                                | Девід Гроссман  | Марк Фергу; Гоук Остбі                  | 22 лютого 2017     | 0.60                 |
| Астероїд Ерос приймає курс прямого зіткнення із Землею. «Росінант» переслідує його. Як останній захист Земля запускає ракети проти Ероса. Міллер зайшов всередину приміщень Ероса і зробив дивовижне відкриття.           |            |                                                 |                 |                                         |                    |                      |
| 16 | 6          | «Paradigm Shift» «Зміна парадигми»              | Девід Гроссман  | Нарен Шанкар                            | 1 березня 2017     | 0.62                 |
| Земля планує експедицію до місця зіткнення з Еросом. Крісджен конфліктує з Садавіром через Жюля-П'єра Мао. Полковник Фредерік Луціус Джонсон покращує свою позицію неочікуваним способом. З'являється нове поле битви.    |            |                                                 |                 |                                         |                    |                      |
| 17 | 7          | «The Seventh Man» «Сьома людина»                | Кеннет Фінк     | Джорджія Лі                             | 8 березня 2017     | 0.45                 |
| Дрейпер бореться з тим, що сталося на Ганімеді, тоді як майбутня мирна конференція Земля-Марс посилить напругу щодо Еррінрайта. Доус протистоїть Фреду Джонсону щодо того, якими повинні бути дії OPA щодо протомолекули. |            |                                                 |                 |                                         |                    |                      |
| 18 | 8          | «Pyre» «Вогнище»                                | Кеннет Фінк     | Робін Вейт                              | 15 березня 2017    | 0.46                 |
| Наомі відстежує ознаки того, що контроль Фреда Джонсона над OPA руйнується. |            |                                                 |                 |                                         |                    |                      |
| 19 | 9          | «The Weeping Somnambulist» «Ридаюча сомнамбула» | Мікаел Саломон  | Геллі Ламберт                           | 22 березня 2017    | 0.47                 |
| Боббі стає пішаком у боротьбі між Землею та Марсом. |            |                                                 |                 |                                         |                    |                      |
| 20 | 10         | «Cascade» «Каскад»                              | Мікаел Саломон  | Ден Новак                               | 29 березня 2017    | 0.57                 |
| Голден веде свою команду через зруйновану війною станцію на Ганімеді. |            |                                                 |                 |                                         |                    |                      |
| 21 | 11         | «Here There Be Dragons» «Тут є дракони»         | Роб Ліберман    | Джорджія Лі                             | 5 квітня 2017      | 0.50                 |
| Боббі приймає рішення, яке назавжди змінює її життя. |            |                                                 |                 |                                         |                    |                      |
| 22 | 12         | «The Monster and the Rocket» «Монстр і ракета»  | Роб Ліберман    | Марк Фергус; Гоук Остбі                 | 12 квітня 2017     | 0.51                 |
| Відкриття розлучає Наомі та Голдена і налаштовує команду «Росінанта» один проти одного. |            |                                                 |                 |                                         |                    |                      |
| 23 | 13         | «Caliban's War» «Війна Калібана»                | Тор Фройденталь | Деніел Абрагам; Тай Франк; Нарен Шанкар | 19 квітня 2017     | 0.58                 |
| Екіпаж «Росінанта» стикається віч-на-віч з еволюціонуючим інтелектом, наповненим інопланетною праматерією. |            |                                                 |                 |                                         |                    |                      |

Сезон 3 (2018)
| № п/п | № в сезоні | Назва                                        | Режисер             | Сценарист                               | Оригінальний показ | Глядачів у США (млн) |
| --- | ---------- | -------------------------------------------- | ------------------- | --------------------------------------- | ------------------ | -------------------- |
| 24 | 1          | «Fight or Flight» «Бий або біжи»             | Брек Айснер         | Марк Фергюс; Хоук Остб                  | 11 квітня 2018     | 0.65                 |
| Екіпажу доводиться мати справу зі зрадою Наомі, опинившись у війні між Землею та Марсом. Авасарала та Боббі розробляють план втечі. |            |                                              |                     |                                         |                    |                      |
| 25 | 2          | «IFF»                                        | Брек Айснер         | Тай Франк; Деніел Абрагам               | 18 квітня 2018     | 0.50                 |
| «Росінант» відповідає на несподіваний сигнал лиха. На Боббі та Авасаралу полює таємничий викрадач. Генеральний секретар ООН Сорренто-Гілліс залучає колегу зі свого минулого, щоб прислухатися до її думок в цей вирішальний час війни.           |            |                                              |                     |                                         |                    |                      |
| 26 | 3          | «Assured Destruction» «Гарантоване знищення» | Тор Фройденталь     | Ден Новак                               | 25 квітня 2018     | 0.55                 |
| Земля розробляє дорогий хід, щоб отримати перевагу у війні проти Марса. Анна намагається переконати Сорренто-Гілліса вчинити правильно. Авасарала та Боббі шукають притулку на борту «Росінанта».                                                 |            |                                              |                     |                                         |                    |                      |
| 27 | 4          | «Reload» «Перезавантаження»                  | Тор Фройденталь     | Робін Вейт                              | 2 травня 2018      | 0.59                 |
| «Росінант» надає допомогу пораненим марсіанським солдатам в обмін на припаси. Авасарала бореться з тим, як поширити ключову частину доказу — незважаючи на те, що вона переховується.                                                             |            |                                              |                     |                                         |                    |                      |
| 28 | 5          | «Triple Point» «Потрійна точка»              | Джефф Вулнаф        | Джорджія Лі                             | 9 травня 2018      | 0.55                 |
| Пошуки дочки Пракса досягають вершини. Офіцери, вірні адміралу Саутеру, планують підняти заколот на борту «Агати Кінг». |            |                                              |                     |                                         |                    |                      |
| 29 | 6          | «Immolation» «Спалення»                      | Джефф Вулнаф        | Алан Діфіоре                            | 16 травня 2018     | 0.61                 |
| Остання битва між Землею та Марсом загрожує самому майбутньому людства. Новий монстр випущений на станцію «Просперо». Анна отримує необхідні їй речі.                                                                                             |            |                                              |                     |                                         |                    |                      |
| 30 | 7          | «Delta-V» «Дельта-V»                         | Кеннет Фінк         | Нарен Шанкар                            | 23 травня 2018     | 0.62                 |
| Усі погляди звертаються до краю Сонячної системи, коли з'являється таємнича нова присутність. Наомі повертається до свого коріння. Драммер стикається з новим досвідченим командиром на борту «Бегемота». Молодий белтер робить собі ім'я.        |            |                                              |                     |                                         |                    |                      |
| 31 | 8          | «It Reaches Out» «Воно тягнеться»            | Кеннет Фінк         | Марк Фергюс; Гоук Остбі                 | 30 травня 2018     | 0.61                 |
| Старий друг висміює Голдена щодо відповідей, які він шукає. Наомі намагається підлаштуватися; таємничий технік на борту «Томаса Прінса» реалізовує жахливий план.                                                                                 |            |                                              |                     |                                         |                    |                      |
| 32 | 9          | «Intransigence» «Непримиренність»            | Девід Гроссман      | Голлі Ламберт                           | 6 червня 2018      | 0.56                 |
| «Росінант» шукаює новий план гри, намагаючись уникнути захоплення. Розкриваються справжні мотиви Мельби. Наомі розривається між ідентичністю та ідеалом. Анна шукає спосіб залишитися на борту «Томаса Прінса».                                   |            |                                              |                     |                                         |                    |                      |
| 33 | 10         | «Dandelion Sky» «Кульбабове небо»            | Девід Гроссман      | Джордія Лі                              | 13 червня 2018     | 0.61                 |
| Голден бачить минуле, теперішнє та майбутнє; привид з минулого Мельби загрожує її місії. Боббі намагається довіритися старому другові, коли вона веде групу на незвідану територію.                                                               |            |                                              |                     |                                         |                    |                      |
| 34 | 11         | «Fallen World» «Занепалий світ»              | Дженніфер Фанг      | Ден Новак                               | 20 червня 2018     | 0.67                 |
| Драммер і Ешфорд опиняються в пастці з невеликими варіантами виживання. Анна піклується про поранених, а Мельба продовжує полювати на свою здобич. Команда «Росінанта» намагається вижити, коли Наомі возз'єднується зі своєю справжньою родиною. |            |                                              |                     |                                         |                    |                      |
| 35 | 12         | «Congregation» «Об'єднання»                  | Дженніфер Фанг      | Деніел Абрахам; Тай Френк               | 27 червня 2018     | 0.73                 |
| Поранені, що вижили, прибувають до «Бегемота». Голден і Ешфорд мають напружену розмову. Голден намагається впоратися з тим, що він бачив, і прагне з'ясувати, що відбувається зі станцією.                                                        |            |                                              |                     |                                         |                    |                      |
| 36 | 13         | «Abaddons Gate» «Брама Абаддона»             | Саймон Селлан Джонс | Деніел Абрагам; Тай Френк; Нарен Шанкар | 27 червня 2018     | 0.60                 |
| Доля людства поставлена на карту, оскільки Голден і його союзники змагаються з часом. Вони протидіють плану, який реалізує команда Ешфорда. Для людства відкривається нова сторінка.                                                              |            |                                              |                     |                                         |                    |                      |

Сезон 4 (2019)
| № п/п | № в сезоні | Назва                                    | Режисер        | Сценарист                               | Оригінальний показ | Глядачів у США (млн) |
| --- | ---------- | ---------------------------------------- | -------------- | --------------------------------------- | ------------------ | -------------------- |
| 37 | 1          | «New Terra» «Нова Земля»                 | Брек Айснер    | Марк Фергюс; Гоук Остбі                 | 13 грудня 2019     |                      |
| Авасарала наказує блокувати кораблі поселенців біля Простору Кільця, побоюючись ризиків. Екіпаж «Росінанта» прибуває на тлі напруженості між пасажирами шатла і поселенцями-астероідянами, яка переростає у збройне протистояння.                                                                                                   |            |                                          |                |                                         |                    |                      |
| 38 | 2          | «Jetsam» «Скинутий вантаж»               | Брек Айснер    | Лаура Маркс                             | 13 грудня 2019     |                      |
| Боббі відхиляє пропозицію працювати від Авасарали; вона виявляє, що її племінник, Девід, готує наркотики для банди. |            |                                          |                |                                         |                    |                      |
| 39 | 3          | «Subduction» «Субдукція»                 | Девід Петрарка | Ден Новак                               | 13 грудня 2019     |                      |
| Структура зміщує широкі ділянки поверхні планети. Незважаючи на протести, Голден змушує Алекса зруйнувати конструкцію торпедою з «Росінанта». |            |                                          |                |                                         |                    |                      |
| 40 | 4          | «All Is Possible» «Регресія»             | Девід Петрарка | Меттью Расмуссен                        | 13 грудня 2019     |                      |
| Драммер і Ешфорд затримують Марко Інароса, пірата із СВП. Боббі зізнається, що змінить життя. |            |                                          |                |                                         |                    |                      |
| 41 | 5          | «Opressor» «Гнобитель»                   | Брек Айснер    | Деніел Абрагам; Тай Френк               | 13 грудня 2019     |                      |
| Перша публічна дискусія Авасарали і Гао. Коли напруга на Ілусі досягає точки кипіння, Голден розкриває таємницю. Надзвичайна ситуація на Році змушує Алекса та Наомі діяти. |            |                                          |                |                                         |                    |                      |
| 42 | 6          | «Displacement» «Зміщення»                | Джефф Вулнаф   | Голлі Ламберт                           | 13 грудня 2019     |                      |
| Екіпаж «Росінанта» готується до майбутньої катастрофи на Ілусі. Ешфорд і Драммер наближаються до ворога в межах Поясу. Боббі береться за небезпечну роботу. Драммер та Ешфорд отримують відеодокази присутності Інароса на кораблі астероїдян «Пікуза».                                                                             |            |                                          |                |                                         |                    |                      |
| 43 | 7          | «A Shot in the Dark» «Постріл у темряві» | Сара Гардінг   | Ден Новак                               | 13 грудня 2019     |                      |
| Під час відключення термоядерного синтезу Люсія винаходить рішення, щоб «Барбапіккола» не впав з орбіти. |            |                                          |                |                                         |                    |                      |
| 44 | 8          | «The One-Eyed Man» «Одноокий чоловік»    | Сара Гардінг   | Днг Новак                               | 13 грудня 2019     |                      |
| Авасарала стикається з наслідками військової місії ООН. Ешфорд і Драммер приймають важливі рішення щодо свого майбутнього в OPA. Хвороба, що поширюється на Ілусі, завдає шкоди Амосу. Спроба Алекса та Наомі врятувати «Барбапікколу» стає відчайдушною.                                                                           |            |                                          |                |                                         |                    |                      |
| 45 | 9          | «Saeculum» «Секулум»                     | Брек Айснер    | Деніел Абрагам; Тай Френк               | 13 грудня 2019     |                      |
| Голден і Міллер мчаться, щоб врятувати Ілус. Мертрі запускає свій план, ризикуючи життям екіпажу «Росінанта». Окойє допомагає Міллеру досягти енергетичного кола, через яке вони потім падають. |            |                                          |                |                                         |                    |                      |
| 46 | 10         | «Cibola Burn» «На згарищі Сіболи»        | Брек Айснер    | Деніел Абрагам; Тай Френк; Нарен Шанкар | 13 грудня 2019     |                      |
| Ешфорд наближається до ворога, розкриваючи небезпечну змову. Авасарала стикається з роздоріжжям у своєму особистому та політичному житті. Екіпаж «Росінанта» працює над відновленням життя на Ілусі після смертоносної катастрофи. Після самопожертви Міллера мережа нейтралізується, припиняючи відключення термоядерного синтезу. |            |                                          |                |                                         |                    |                      |

Сезон 5 (2020—2021)
| № п/п | № в сезоні | Назва                           | Режисер        | Сценарист                             | Оригінальний показ | Глядачів у США (млн) |
| --- | ---------- | ------------------------------- | -------------- | ------------------------------------- | ------------------ | -------------------- |
| 47 | 1          | «Exodus» «Вихід»                | Брек Айснер    | Нарен Шанкар                          | 16 грудня 2020     |                      |
| Голден намагається переконати Фреда Джонсона знищити останній зразок протомолекули. Наомі отримує важливу інформацію про свого сина. На Місяці Авасарала починає полювати на Марко Інароса.                                                      |            |                                 |                |                                       |                    |                      |
| 48 | 2          | «Churn» «Жорна»                 | Брек Айснер    | Деніел Френк; Тай Френк               | 16 грудня 2020     |                      |
| Голден і Фред розправляються зі зловмисниками на «Тіхо». Минуле Драммер повертається, щоб переслідувати її. Амос повертається до Балтімора. Розслідування Алекса та Боббі на Марсі призводить до ізоляції.                                       |            |                                 |                |                                       |                    |                      |
| 49 | 3          | «Mother» «Мати»                 | Томас Джейн    | Ден Новак                             | 16 грудня 2020     |                      |
| Наомі зустрічається віч-на-віч з Філіпом. Голден і Фред змінюють положення. Авасарала наближається до змови Марко. |            |                                 |                |                                       |                    |                      |
| 50 | 4          | «Gaugamela» «Гавгамели»         | Нік Гомес      | Ден Новак                             | 23 грудня 2020     |                      |
| Грандіозний план Марко шокує Землю, Марс і Пояс. Марко, який тепер володіє протомолекулою, транслює промову, в якій бере на себе відповідальність за атаки стелс-астероїдів і проголошує свій Вільний флот правлячою силою.                      |            |                                 |                |                                       |                    |                      |
| 51 | 5          | «Down and Out» «Вниз і назовні» | Джефф Вулноф   | Меттью Расмуссен                      | 30 грудня 2020     |                      |
| Амос і Кларисса потрапили в пастку у обваленій будівлі. Наомі бореться зі своєю старою родиною. Голден збирає нову команду на «Росінанті». Алекс і Боббі роблять небезпечне відкриття.                                                           |            |                                 |                |                                       |                    |                      |
| 52 | 6          | «Tribes» «Племена»              | Джефф Вулноф   | Голлі Ламберт                         | 6 січня 2021       |                      |
| Голден і «Росінант» вирушають на полювання. Амос і Кларисса шукають притулку на спустошеній Землі. Боббі та Алекс ведуть відчайдушну битву. Марко робить Драммер пропозицію, від якої вона не може відмовитися. Авасарала повертається до влади. |            |                                 |                |                                       |                    |                      |
| 53 | 7          | «Oyedeng» «Оєденг»              | Марісоль Адлер | Ден Новак                             | 13 січня 2021      |                      |
| Наомі робить відчайдушну спробу врятувати сина від Марко. На «Росінанті» Голден бореться за останній зразок протомолекули. |            |                                 |                |                                       |                    |                      |
| 54 | 8          | «Hard Vacuum» «Глибокий вакуум» | Марісоль Адлер | Ден Новак                             | 20 січня 2021      |                      |
| Амос повертається до Балтімора з Кларисою. На Місяці альянси Авасарали починають змінюватися. Самотня та покинута Наомі стає смертельною приманкою.                                                                                              |            |                                 |                |                                       |                    |                      |
| 55 | 9          | «Winnipesaukee» «Вінніпесокі»   | Брек Айснер    | Деніел Френк; Тай Френк; Нарен Шанкар | 27 січня 2021      |                      |
| Амос, Клариса та банда злочинців працюють разом, щоб покинути Землю. Авасарала намагається відбити жорстокий військовий удар. Нові сімейні відносини Драммер піддаються випробуванню, оскільки життя Наомі висить на волосині.                   |            |                                 |                |                                       |                    |                      |
| 56 | 10         | «Nemesis Games» «Ігри Немезиди» | Брек Айснер    | Деніел Френк; Тай Френк; Нарен Шанкар | 3 лютого 2021      |                      |
| Голден і «Рссі» протистоять військам Марко та Драммер. Алекс і Боббі намагаються з ризиком врятувати Наомі, і баланс сил у Сонячній системі змінюється.                                                                                          |            |                                 |                |                                       |                    |                      |

Сезон 6 (2021—2022)
| № п/п | № в сезоні | Назва                               | Режисер      | Сценарист                               | Оригінальний показ | Глядачів у США (млн) |
| --- | ---------- | ----------------------------------- | ------------ | --------------------------------------- | ------------------ | -------------------- |
| 57 | 1          | «Strange Dogs» «Дивні пси»          | Брек Айснер  | Нарен Шанкар                            | 10 грудня 2021     |                      |
| Команда «Росінанта» робить приголомшливе відкриття на астероїді. Авасарала та Боббі борються із руйнуванням на Землі. Драммер та її сім'я повинні прийняти карколомне рішення. На Церері боротьба Марко і Філіпа обертається всередину.                      |            |                                     |              |                                         |                    |                      |
| 58 | 2          | «Azure Dragon» «Лазурний дракон»    | Джефф Вулнаф | Деніел Абрагам; Тай Френк               | 17 грудня 2021     |                      |
| З несподіваним пасажиром на борту «Росінанта» Голден і команда беруться за небезпечну місію, яка може змінити баланс сил у війні. Драммер вирішує укласти непростий союз. Філіп бореться зі своєю провиною.                                                  |            |                                     |              |                                         |                    |                      |
| 59 | 3          | «Force Projection» «Проєкція сили»  | Джефф Вулнаф | Ден Новак                               | 24 грудня 2021     |                      |
| Авасарала разом із Об'єднаним флотом Землі та Марса веде війну із Марко. Стосунки Філіпа та Марко піддаються випробуванню. Війна стає більш небезпечною та особистою для Голдена та Наомі, коли «Росінант» раптово змушений вступити в бій.                  |            |                                     |              |                                         |                    |                      |
| 60 | 4          | «Redoubt» «Редут»                   | Аня Адамс    | Ден Новак                               | 31 грудня 2021     |                      |
| 61 | 5          | «Why We Fight» «Чому ми боремося»   | Аня Адамс    | Деніел Абрагам; Тай Франк               | 7 січня 2022       |                      |
| Драммер прибуває на Цереру, щоб допомогти надати допомогу. Голден намагається переконати Авасаралу оприлюднити важливу інформацію, яка може запобігти катастрофі. Амос і Боббі отримують трохи задоволення. Наомі чекає важке і довгоочікуване возз'єднання. |            |                                     |              |                                         |                    |                      |
| 62 | 6          | «Babylon 's Ashes» «Попіл Вавилона» | Брек Айснер  | Деніел Абрагам; Тай Франк; Нарен Шанкар | 14 січня 2022      |                      |
| Іннери та Белтери борються пліч-о-пліч з екіпажем «Росінант» в останній, масштабній, відчайдушній битві із Марко та його Вільним флотом. Доля Сонячної системи, Кільцевих воріт і всього людства висить на волосині.                                         |            |                                     |              |                                         |                    |                      |